# Villa Rustica (Oberentfelden)
Bei der Villa Rustica von Oberentfelden handelt es sich um die Reste eines römischen Gutshofes bei Oberentfelden im Kanton Aargau in der Schweiz.
Römische Reste sind vor Ort wahrscheinlich schon seit langer Zeit zu Tage gekommen, wie lokale Flurnamen wie Maueräcker andeuten. Erste Ausgrabungen fanden 1915 statt. Weitere systematische Grabungen folgten 1936–1938, 1951 und 1958. 
Der gesamte Gutshof nahm eine Fläche von etwa 480 × 160 Meter ein und lag Ost-West orientiert am Rande eines Abhanges. Dieses Gebiet war von einer Mauer umgeben, mit einem Tor auf der Westseite und dem Herrenhaus am anderen Ende, auf der Ostseite. Entlang der beiden Längsmauern standen diverse Wirtschaftsbauten. Etwa 100 Meter westlich, vor dem Herrenhaus stand eine monumentale Brunnenanlage mit Peristyl. Das eigentliche Herrenhaus war etwa 55 × 17/30 Meter groß. An der Rückseite hatte es eine Portikus, an der Frontseite eine Terrasse und vielleicht eine weitere Portikus, die aber nicht mit Sicherheit nachgewiesen werden konnte. Ein Grossteil der Räume im Haus war mit Juramarmor verkleidet. In einem Badetrakt gab es Räume mit Hypokausten. Ein weiteres Bad wurde im zweiten Jahrhundert südlich des Herrenhauses errichtet. Hier fanden sich Reste von Juramarmor und Wandmalereien. Die Villa wurde im ersten Jahrhundert nach Christus gegründet und war bis in das vierte Jahrhundert in Betrieb.